# لئوناردو کاپزی
لئوناردو کاپزی (انگلیسی: Leonardo Capezzi؛ زادهٔ ۲۸ مارس ۱۹۹۵) بازیکن فوتبال اهل ایتالیا است.
از باشگاه‌هایی که در آن بازی کرده‌است می‌توان به باشگاه فوتبال فیورنتینا، باشگاه فوتبال کروتونه، باشگاه فوتبال سمپدوریا، باشگاه فوتبال امپولی، و باشگاه فوتبال وارزه اشاره کرد.
وی همچنین در تیم‌های ملی فوتبال زیر ۱۷ سال ایتالیا، زیر ۲۰ سال ایتالیا، و زیر ۲۱ سال ایتالیا بازی کرده‌است.